# Anolis juangundlachi
Espèce
Statut de conservation UICN

 CR B1ab(i,iii) : 
En danger critique
Anolis juangundlachi est une espèce de sauriens de la famille des Dactyloidae. 

## Répartition
Cette espèce est endémique de la province de Matanzas à Cuba.

## Étymologie
Cette espèce est nommée en l'honneur de Juan Gundlach.

## Publication originale
- Garrido, 1975 : Distribución y variación del complejo Anolis cyanopleurus (Lacertilia: Iguanidae) en Cuba. Poeyana, no 143, p. 1-58.